# Józef Królikowski (kolejarz)
Józef Królikowski, ps. Felek (ur. 8 marca 1900 w Warszawie, zm. po 1959) – polski działacz robotniczy, kolejarz.

## Życiorys
Od 1921 należał do Związku Zawodowego Kolejarzy w Warszawie, uczestniczył w pomocy więźniom politycznym i walczącym w Hiszpanii, którą organizowała Stefania Sempołowska. Od 1942 należał do Polskiej Partii Robotniczej, był członkiem Gwardii Ludowej-Armii Ludowej w Legionowie, w swoim domu prowadził tzw. przejazdówkę dla działaczy. Po zakończeniu wojny był współorganizatorem władzy ludowej w Legionowie, był członkiem powiatowej i gminnej rady narodowej, współorganizatorem i przewodniczącym Komitetu Opieki Społecznej w Legionowie, od 1959 na emeryturze.

## Ordery i odznaczenia
- Order Krzyża Grunwaldu
- Srebrny Krzyż Zasługi